# Johan Hagander (1896–1991)

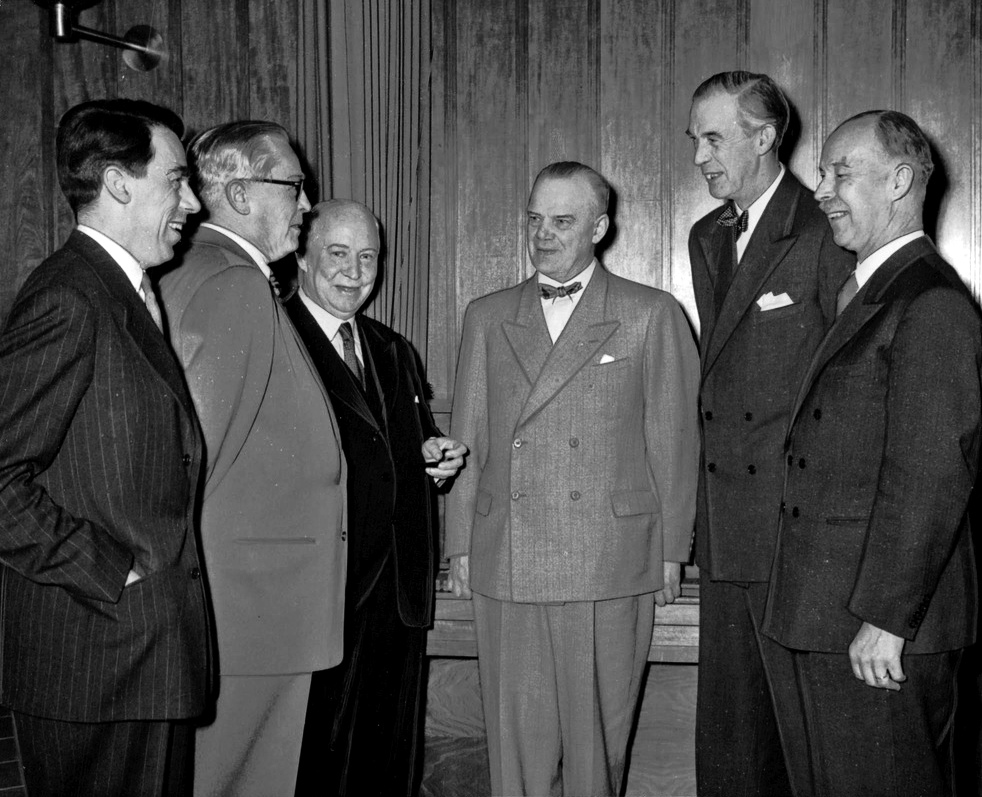
Stor propagandaaktion för identitetsbrickor den 12 maj 1955.
Från vänster: Sveriges civilförsvarschef generaldirektör Åke Sundelin, Danmarks civilförsvarschef generaldirektör A. Dahl, landshövding Thorwald Bergquist, representanten för Finlands civilförsvar överste L. Gulin, överståthållare Johan Hagander och Norges civilförsvarschef general A. Tobiesen.

Johan Oscar Hagander, född 28 september 1896 i Ljusdal, död 1 januari 1991, var en svensk jurist, slutligen överståthållare (den näst sista) i Stockholm.
Hagander växte upp i Ljusdal som son till Theodor Hagander. Han blev juris kandidat vid Stockholms högskola och gjorde karriär inom domstolsväsendet. Han blev bland annat justitieråd och ordförande i arbetsdomstolen innan han avslutade sitt yrkesverksamma liv som överståthållare i Stockholm 1949–1963. Ganska länge fortsatte han med olika förtroendeuppdrag, såsom ordförande i Pressens opinionsnämnd och Fideikommissutredningen.
Han var gift med Margit Larsson, född 3 november 1899, död 31 januari 1997, som var dotter till bruksdisponenten och riksdagsmannen Knut Larsson, innehavare av Borgviks bruk i Värmland. 
Haganders farmors far var Johan Hagander (1785–1865), borgmästare i Skövde. Haganders dotterdotter är Agneta Lagercrantz, författare och journalist vid Svenska Dagbladet.

## Utmärkelser

### Svenska utmärkelser
- Riddare och kommendör av Kungl. Maj:ts Orden (Serafimerorden), 6 juni 1961.[2]
- Kommendör med stora korset av Nordstjärneorden, 6 juni 1951.[3]
- Kommendör av första klassen av Nordstjärneorden, 15 november 1946.[4]
- Riddare av Nordstjärneorden, 1938.[5]

### Utländska utmärkelser
- Storkorset av Danska Dannebrogorden.[2]
- Storkorset av Finlands Vita Ros’ orden.[2]
- Storkorset av Norska Sankt Olavs orden.[2]